# Liu Jinyao
Liu Jinyao (en chino: 刘锦尧; 12 de febrero de 1998) es un deportista chino que compite en tiro, en la modalidad de pistola. Ganó dos medallas en el Campeonato Mundial de Tiro de 2022, oro en pistola 10 m y bronce en pistola 50 m mixto.

## Palmarés internacional
| Campeonato Mundial | Campeonato Mundial | Campeonato Mundial | Campeonato Mundial |
| Año                | Lugar              | Medalla            | Prueba             |
| ------------------ | ------------------ | ------------------ | ------------------ |
| 2022               | El Cairo (Egipto)  | Medalla de oro     | Pistola 10 m       |
| 2022               | El Cairo (Egipto)  | Medalla de bronce  | Pistola 50 m mixto |